# Trendspotting
 Der er for få eller ingen kildehenvisninger i denne artikel, hvilket er et problem. Du kan hjælpe ved at angive troværdige kilder til de påstande, som fremføres i artiklen.

Trendspotting er en disciplin, hvor man prøver at forudsige en udvikling i samfundet. Det kan både være i store og små sammenhænge. På makroplan gøres det normalt ved at se på de tendenser, der rører sig internationalt, og se, om de vil påvirke andre samfund. I mikrosammenhæng er det udbredt at bruge analyser af trendsættere. Det er de 3-5% af en forbrugergruppe, som normalt gør tingene, før resten af gruppen. Deres bevægelses- og forbrugsmønstre forplanter sig så til resten af gruppen som ringe i vandet. Det gør det f.eks. muligt for et trendspottingfirma at forudsige, at Light-sodavand er på vej ud, på trods af at "Coca-Cola" stort set i samme øjeblik havde lanceret deres Coca-Cola Zero med tilhørende, omfattende markedsføring (primo 2007). 
| Anime eller manga | Spire Denne artikel om medie og kommunikation er en spire som bør udbygges. Du er velkommen til at hjælpe Wikipedia ved at udvide den. |